# 江山戰鬥
江山戰鬥發生於1924年9月16日，地點則是在中國浙西。是北洋政府時期內戰之一，交戰兩方為孫傳芳部及浙3軍。戰鬥末了，孫傳芳因3軍副司令潘國綱相助，攻佔浙西。